# Lunano
Lunano es una localidad y comune italiana de la provincia de Pesaro y Urbino, región de las Marcas, con 1466 habitantes.

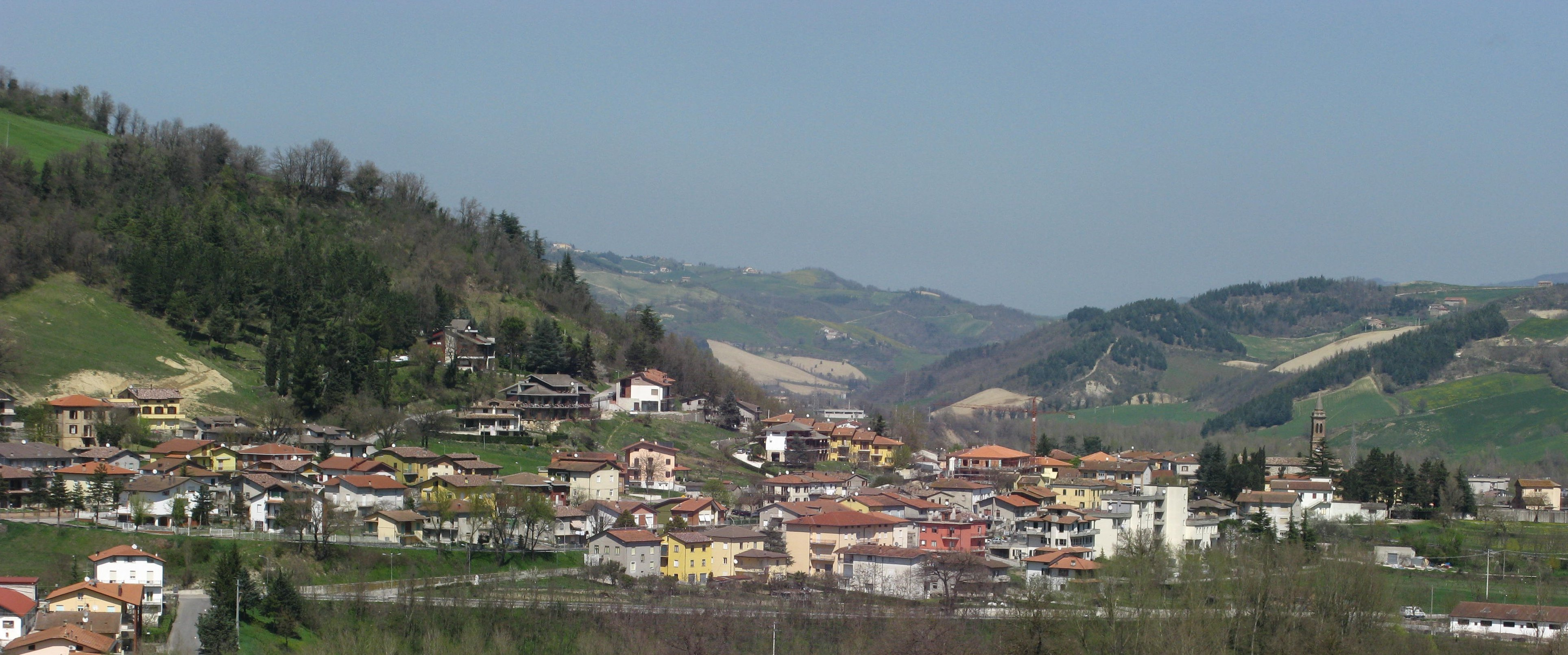
Lunano

## Evolución demográfica
| Gráfica de evolución demográfica de Lunano entre 1861 y 2001 |
|                                                              |
| Fuente ISTAT - elaboración gráfica de Wikipedia              |